# Subramaniomyces fusisaprophyticus
Subramaniomyces fusisaprophyticus är en svampart som först beskrevs av Matsush., och fick sitt nu gällande namn av P.M. Kirk 1982. Subramaniomyces fusisaprophyticus ingår i släktet Subramaniomyces, divisionen sporsäcksvampar och riket svampar.   Inga underarter finns listade i Catalogue of Life.